# Йозефсен, Йоухан
Йо́ухан Йо́зефсен (фар. Jóhan Josephsen; род. 9 сентября 2005 года в Клаксвуйке, Фарерские острова) — фарерский футболист, нападающий клуба «КИ», выступающий на правах аренды за «Б68».

## Клубная карьера
Йоухан — воспитанник клаксвуйкского «КИ». 29 октября 2021 года он провёл первый матч во взрослом футболе, отыграв 77 минут против дубля столичного «ХБ» в первом дивизионе. В сезоне-2023 нападающий стал привлекаться к тренировкам и играм основного состава клаксвуйчан. 10 июня Йоухан впервые появился на поле в их составе, отыграв 9 минут в поединке с «ТБ» в фарерской премьер-лиге 21 сентября форвард дебютировал в еврокубках, заменив Сиверта Гуссиаса на 90-й минуте встречи группового этапа Лиги Конференций УЕФА со словацким «Слованом». 1 октября он открыл счёт голам за родной клуба, поразив ворота фуглафьёрдурского «ИФ» в рамках первенства архипелага. По итогам 2023 года Йоухан и его команда стали чемпионами Фарерских островов, нападающий провёл на турнире в общей сложности 7 игр. В первой половине сезона-2024 он совмещал игру за дублирующий составе в первом дивизионе с выступлениями за основной состав «КИ» в высшей лиге, где отметился 1 голом в 6 матчах.
11 июля 2024 года Йоухан и ещё два молодых футболиста «КИ» Силас Гор и Якуп Вильхельмсен были отданы клаксвуйчанами в аренду клубам из нижней половины таблицы премьер-лиги. Форварда арендовал «Б68» сроком на полгода. Уже 29 июля он дебютировал за тофтирцев в дерби коммуны Нес с «НСИ».

## Международная карьера
Йоухан представляет Фарерские острова на юношеском уровне. В 2021 году он провёл 4 встречи за юношескую сборную до 17 лет. С 2023 года он защищает цвета юношеской сборной до 19 лет, отыграв в её составе 5 встреч и отметившись дублем в ворота сверстников из Армении.

## Достижения
«КИ»
- Чемпион Фарерских островов (1): 2023